# Umberto I. Savojski
Umberto I. Savojski (c. 970-980 – 1.julij 1042 ali 1047/1048), bolj znan kot Umberto Biancamano (Umberto Beloroki)  je bil ustanovitelj dinastije Savojcev. Prikritega izvora, je služil nemškima cesarjema Henriku II. in Konradu II. in bil nagrajen z ozemljem okrajev Maurienne, Aosta in Valais, vse na račun lokalnih škofov in nadškofov; ozemlje, ki je postalo znano kot grofija Savoja.

## Življenjepis

### Družina
Umberto je bil sin Amadeja, grofa Maurienne ali Belley.  Njegov brat je bil škof Oton Belley. Umberto je ustanovitelj dinastije znane kot Savojci. Začetki te dinastije niso znani, vendar naj bi predniki Umberta prišli bodisi iz Saške, Burgundije ali Provanse. Umberto naj bi bil tesno povezan z Rudolfom III. Burgundskim , zato je verjetno, da je bila njegova družina burgundska in izvirajo bodisi od vojvod Vienne , ali iz burgundske plemiške družine (kot so Guigonids, predniki grofov Albon). 
Umberto je najprej pridobil ozemlja okoli Belleya in v grofiji Sermorens , preden je pridobil ozemlja v Aosti in Valaisu. 

### Umberto in imperij
Po smrti Rudolfa III. (1032) je Umberto I. prisegel zvestobo cesarju Konradu II..  Podprl ga je v njegovih akcijah proti Odu II., grof Blois in nadškofu Aribertu Milanskem . V zameno ga je imenoval za grofa Savojskega in mu podelil posesti Maurienne, Chablais in morda Tarentaise . Ta cesarska ozemlja zvestemu podporniku so varovala ključne prelaze preko Alp, nadzor nad trgovine med Italijo in ostalo Evropo, in so bila stoletja jedro moči Savojcev.

### Poroka in otroci
Umberto se je poročil z Ancillo (Auxilia ali Ancilia). Lahko bi bila Ancilla iz Lenzburga, hči vodje obredov Burgundije. Druga možnost je, da je bila Ancilla hči Anselma in Aldiud in s tem član severne italijanske dinastije znane kot Anselmidi.  Z ženo, je imel Umberto vsaj štiri sinove:
1. Amadej I. (umrl 1056), grof Savojski, naslednik
2. Aymon (umrl 1054 ali 1055), škof v Sion
3. Burhard (umrl 1068 ali 1069), nadškof Lyona
4. Oton (umrl okoli 1057), grof Savojski, naslednik svojega brata

Nekateri avtorji menijo, da je imel več sinov.

### Smrt
Za Umberta pogosto pravijo, da je umrl okoli leta 1047 / 48 v Hermillonu, mestu v regiji Maurienne v današnji Savoji v Franciji.  V zadnjem času je bilo rečeno, da je umrl leta 1042.  Pokopan naj bi bil v stolnici Saint Jean de Maurienne.